# La Lucha (Sevilla)
La Lucha fue un periódico editado en la ciudad española de Sevilla entre 1883 y 1884, durante la Restauración.

## Historia
Editado en Sevilla, era impreso en la imprenta de A. Resuche, en la calle del Aire nº 2; en la de Santigosa, en la calle de la Constitución nº 7; en la de G. Álvarez, en la calle de Murillo nº 6; y en la J. Bustamante, en la calle de Valderrama nº 4. La publicación, cuyo primer número apareció el 1 de marzo de 1883, suspendió su salida el 8 de agosto de 1883 (con el número 22), reapareciendo con carácter político el 12 de febrero de 1884, dando lugar a una segunda época, que finalizó el 25 de diciembre de 1884.
Empezó publicándose los días 1, 8, 16 y 24 de cada mes, para luego pasar a hacerlo dos veces por semana, en números de cuatro páginas en folio mayor, papel común e impresión regular. El periódico, que daba suplementos, desde el número 36 llevó en la cabecera «órgano del partido republicano progresista de Sevilla». Su propietario y director fue Julio Fernández Mateo y participaron en sus páginas, ya fuera como redactores o colaboradores, nombres como los de Isidro López Ochoa, Romualdo Álvarez Espino, Francisco Rodríguez Marín, Mariano Casos, Manuel Díaz Martín y Laureano R. Conchas. Su contenido incluía artículos políticos, artículos satíricos, poesías, chispazos (sueltos), cuestiones religiosas, polémica, folletín y anuncios, entre otras secciones.
El periódico fue denunciado y multado en numerosas ocasiones. Emprendió una campaña contra el presbítero y catedrático universitario Francisco Mateos Gago, razón por la cual su director fue condenado a destierro, mas perdonado luego por el querellante. Al promulgarse la amnistía general para delitos de imprenta, tras la muerte de Alfonso XII en noviembre de 1885, pesaba sobre Fernández Mateo, que se hallaba emigrado, la condena, por diversas causas, de cuarenta años de presidio y destierro.